# Orbita (Schiff)
Die Orbita war ein 1914 in Dienst gestellter Ozeandampfer der britischen Reederei Pacific Steam Navigation Company, der für den Passagier- und Frachtverkehr von Liverpool nach Südamerika gebaut wurde. Das Schiff konnte wegen des Kriegs erst ab 1919 als Passagierschiff eingesetzt werden. 1921 wurde sie an die Royal Mail Line verchartert, die sie 1923 kaufte. Das Schiff wurde 1950 abgewrackt.

## Geschichte
Das 15.495 BRT große Dampfschiff Orbita wurde 1914 im nordirischen Belfast auf der renommierten Werft Harland & Wolff gebaut. Die 167,7 Meter lange und 20,5 Meter breite Orbita hatte einen einzelnen Schornstein, zwei Masten und drei Propeller. Die maximale Geschwindigkeit lag bei 14 Knoten (25,9 km/h).
Das Schiff konnte 190 Passagiere in der Ersten, 221 in der Zweiten und 476 in der Dritten Klasse aufnehmen. Sie war das zweite von drei neuen Schwesterschiffen der Pacific Steam Navigation Company. Die anderen waren die Orduna (Bj. 1914 / 15.499 BRT) und die Orca (Bj. 1918 / 16.063 BRT). Die Orbita lief am 7. Juli 1914 vom Stapel, konnte aber wegen des Ausbruchs des Ersten Weltkriegs nicht sofort als Passagierschiff eingesetzt werden. Sie wurde zunächst als Hilfskreuzer und dann als Truppentransporter eingesetzt.
Erst nach Kriegsende, am 26. September 1919, konnte die Orbita zu ihrer ersten Fahrt im zivilen Passagierverkehr ablegen, als sie Liverpool nach Rio de Janeiro, Montevideo und Valparaíso verließ. Am 30. April 1921 wurde sie an die Royal Mail Line verchartert, die auch die Dienste ihrer Schwesterschiffe Orduna und Orca in Anspruch nahm. Für diese Reederei fuhr sie auf der Strecke Hamburg–Southampton–Cherbourg. Die Royal Mail Line kaufte die Orbita und auch die Orduna zum 1. Januar 1923, wonach die Passagierunterkünfte in eine Einklassengesellschaft umgewandelt wurden.
Im Juli 1926 wurde die Orbita wie auch die Orduna generalüberholt. Die Befeuerung der Kessel wurde von Kohle auf Öl umgestellt und die Passagierräume wurden so umgestaltet, dass nun Fahrgäste in der Kabinenklasse, Touristenklasse und Dritten Klasse aufgenommen werden konnten. Am 10. September 1926 legte die Orbita zu ihrer letzten Fahrt von Southampton über Cherbourg nach New York aus. Ab dem 4. November 1926 bediente sie die Route Liverpool–Panamakanal–Valparaíso, auf der sie bis 1940 blieb.
Anschließend diente der Dampfer als Truppentransporter im Zweiten Weltkrieg. Zwischen 1946 und 1950 transportierte die Orbita Auswanderer von Australien nach Neuseeland. Die Orbita spielte eine wichtige Rolle im beginnenden multikulturellen Gesellschaft im Vereinigten Königreich, da sie nach der Empire Windrush, die 1931 als Monte Rosa für die deutsche Reederei HAPAG in Dienst gestellt worden war, zum erst zweiten Mal in der Geschichte Großbritanniens Einwanderer von den Westindischen Inseln nach England brachte.
1950 wurde die Orbita in Newport (Südwales) abgewrackt.